# Święty Franciszek z Asyżu i cztery cuda pośmiertne
Święty Franciszek z Asyżu i cztery cuda pośmiertne (wł. San Francesco d’Assisi e quattro miracoli post-mortem) – ikona przypisywana Giuncie Pisanie z 1260–1270 roku, znajdująca się w kolekcji Pinakoteki Watykańskiej.

## Historia i opis
Franciszek z Asyżu został kanonizowany przez papieża Grzegorza IX w 1228 roku, dwa lata po śmierci. Pierwsze przedstawienie jego osoby w sztuce sakralnej pochodzi już z 1228–1229 roku, to fresk Maestro di San Gregorio w opactwie benedyktyńskim w Subiaco. Zanim powstał olbrzymi cykl fresków Giotta w Asyżu (lata 1290–1295), wizerunek Biedaczyny rozpowszechnił się dzięki malarstwu ikonowemu.
„Święty Franciszek z Asyżu i cztery cuda pośmiertne” z Pinakoteki Watykańskiej, przypisywany Giuncie Pizańczykowi, powstał w latach 1260–1270. Został poprzedzony podobną w tematyce ikoną „Świętego Franciszka i czterema cudami pośmiertnymi” z 1250–1260 autorstwa Mistrza del Tesoro, znajdującą się w kolekcji skarbca Bazyliki św. Franciszka w Asyżu. Wybór tematyki i formy w obu przypadkach jest tożsamy. Ikona watykańska, mająca formę prostokątną, podzielona została pionowo na trzy pasy, rozdzielone między sobą ciemnymi dekoracyjnymi wstęgami. W panelu centralnym malarz przedstawił postać Franciszka ubranego w bury habit franciszkański, przepasany białym sznurem. Święty, z kapturem na głowie, ma wyciętą tonsurę, w rękach trzyma krzyż i otwartą księgę Ewangelii. Brak aureoli. Zaznaczone zostały stygmaty na dłoniach i stopach świętego. W panelach na lewo i na prawo od centrum, podzielonych poziomo zdobnymi pasami, namalowane zostały cztery sceny znane ze średniowiecznych „Źródeł franciszkańskich”, są to:
- Uzdrowienie dziewczynki ze skręconą szyją[b]
- Uzdrowienie chromego Bartolomea z Narni[c]
- Uwolnienie opętanej[d]
- Uzdrowienie kalekiego Niccolò z Foligno[e]

Ikona o wymiarach 67 x 86,5 namalowana została temperą na desce z drewna topoli. Artysta do namalowania tła użył złota. Dzieło stanowiło część kolekcji Biblioteki Watykańskiej od 1909 roku. Obecnie znajduje się w Pinakotece w Muzeach Watykańskich, wystawione w sali I (nr inwent. MV.40023.0.0).